# Jumi Watanabeová
Jumi Watanabeová (japonsky 渡邊 由美, * 2. července 1970) je bývalá japonská fotbalistka.

## Reprezentační kariéra
Za japonskou reprezentaci v letech 1988 až 1991 odehrála 19 reprezentačních utkání. Byla členkou japonské reprezentace i na Mistrovství světa ve fotbale žen 1991.

## Statistiky
| Japonsko | Japonsko | Japonsko |
| Roky     | Záp.     | Góly     |
| -------- | -------- | -------- |
| 1988     | 2        | 0        |
| 1989     | 9        | 2        |
| 1990     | 6        | 0        |
| 1991     | 2        | 0        |
| Celkem   | 19       | 2        |

## Úspěchy

### Reprezentační
- Mistrovství Asie:  1989